# ژابی روگ
ژابی روگ (به لهستانی:  Żabi Róg) یک منطقهٔ مسکونی در لهستان است که در گمینا مورانگ واقع شده‌است. ژابی روگ ۱٬۲۲۰ نفر جمعیت دارد.